# Emmanuel Maillard
Irmã Emmanuel Maillard (Paris, 1947) é uma religiosa e escritora francesa.

## Vida

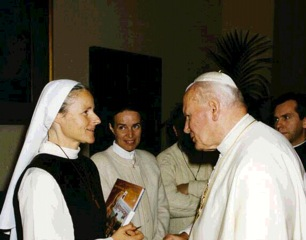
Irmã Emmanuel visita o Papa João Paulo II em 16 de novembro de 1996 em Roma

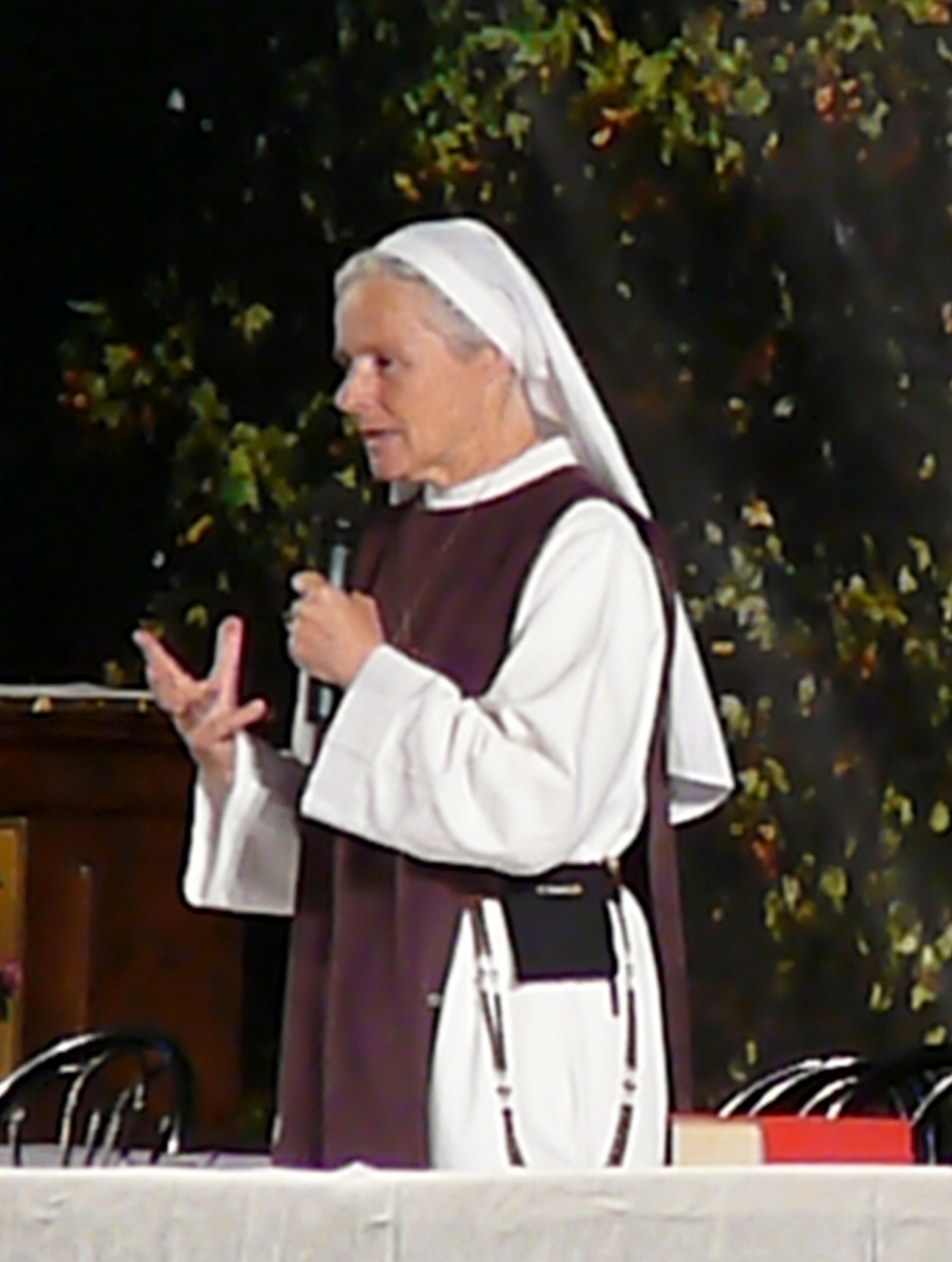
Irmã Emmanuel durante uma conferência em Desio, 8 a 9 de outubro de 2011

Maillard estudou junto com o cardeal Jean Daniélou e formou-se inicialmente em 1970 na Universidade Sorbonne Nouvelle de Paris em literatura e arqueologia. Até 1973, ela viaja para trabalhar, ganhando experiência também na Índia. Depois de retornar à França, ela segue a " Renovação Carismática ", que a levou em 1975 a ingressar na "Comunidade Leão de Judá ", tornando-se freira em 1978 .
Inicialmente, ela teve uma longa experiência de sete anos em Israel e depois voltou para sua terra natal, onde iniciou uma forte evangelização usando os vários meios de comunicação de massa . Enquanto isso, sua comunidade eclesiástica muda seu nome para "Comunidade das Bem-Aventuranças" e isso a convida a Medjugorje, sempre para usar as habilidades de freira na divulgação das mensagens da Gospa (Nossa Senhora em língua croata ), nome com o qual Nossa Senhora se apresentou aos visionários. Ela mora lá desde dezembro de 1989. Durante a guerra dos Balcãs, a freira ficou conhecida por suas mensagens regulares relatando a situação na Herzegovina .
Desde 1990, com a associação "Filhos de Medjugorje" publica um periódico que é disseminado e traduzido para várias línguas. Em 1996, a mesma associação também começou a transmitir na televisão e a freira teve a oportunidade de ser convidada pelo Papa João Paulo II em 16 de novembro, que depois de a abençoar, a incentivou em seus trabalhos. Nessa ocasião, a freira foi acompanhada por Ephriam, o diácono fundador de sua comunidade, com sua esposa e o padre polonês Jan Rokosz. Em 22 de outubro de 1997, ela foi convidada para falar no Congresso dos Estados Unidos da América .
Em sua vida, a irmã Emmanuel publicou muitos livros de audiocassetes e participou de vários programas de televisão. Todo registro e / ou publicação recebeu o nihil obstat. Durante sua peregrinação ao redor do mundo, ela espalha as mensagens de Nossa Senhora em Medjugorje.

## Obras literárias

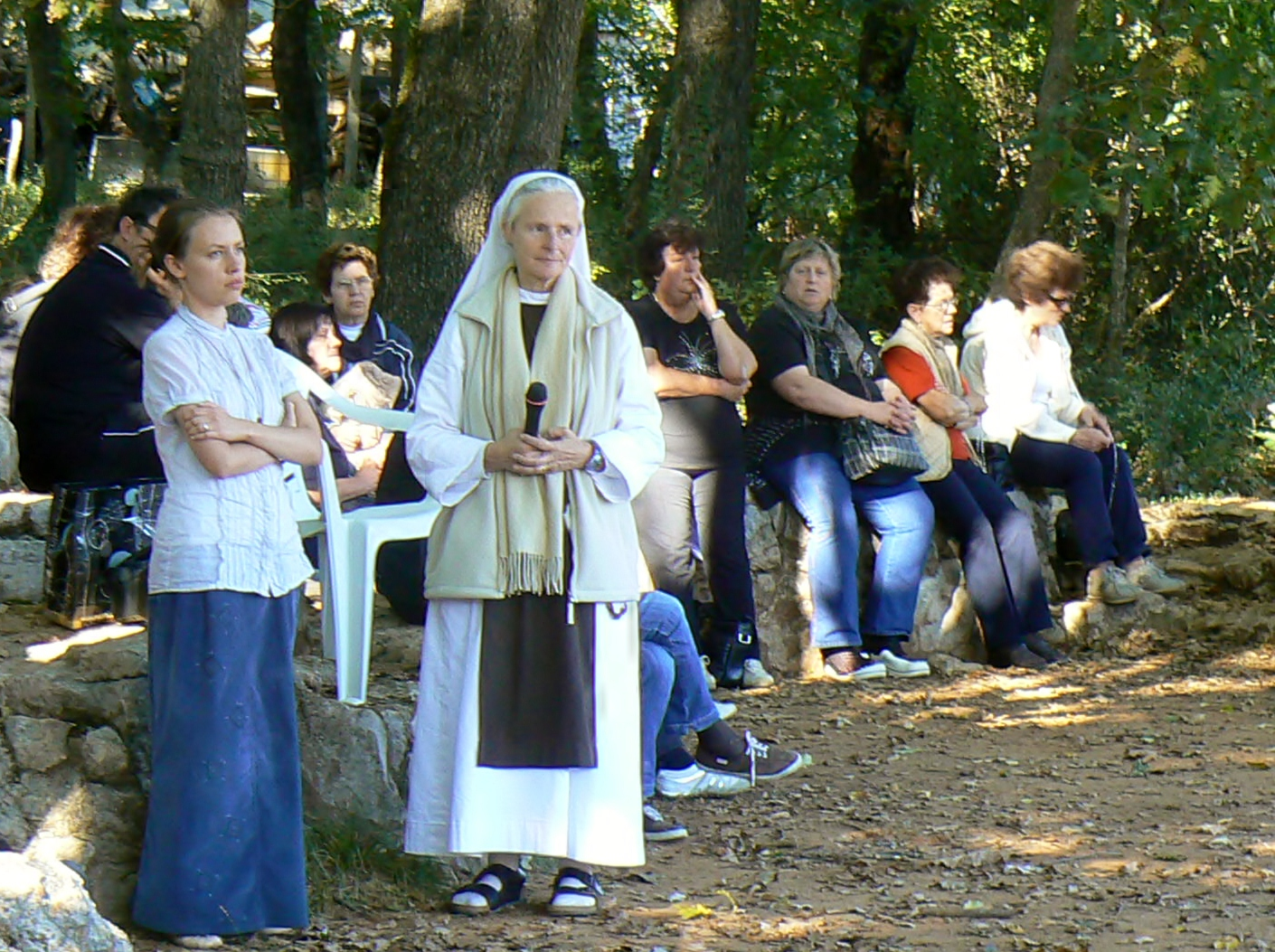
Irmã Emmanuel durante uma tarde de meditação e oração na frente de peregrinos italianos e húngaros

- Filhos, ajudem meu coração a vencer! Edições Shalom, 1996. ISBN 88-86616-10-4
- Medjugorje. O que a Igreja diz Edições Shalom, 1996. ISBN 88-86616-19-8
- Medjugorje. O triunfo do coração , Shalom Editions, 1998. ISBN 88-86616-97-X
- Cura e Libertação com Jejum, Shalom Editions, 2003. ISBN 88-8404-040-X
- O Maravilhoso Segredo das Almas no Purgatório, Vocepiù Editions, 2005. ISBN 8889176016
- O Menino Oculto de Medjugorje, Shalom Editions, 2010. ISBN 978-88-8404-134-0
- Poder Desconhecido do Jejum. Cura, Libertação, Alegria... Edições Amen, 2016. ISBN 978-88-9606-321-7